# 古河文学館

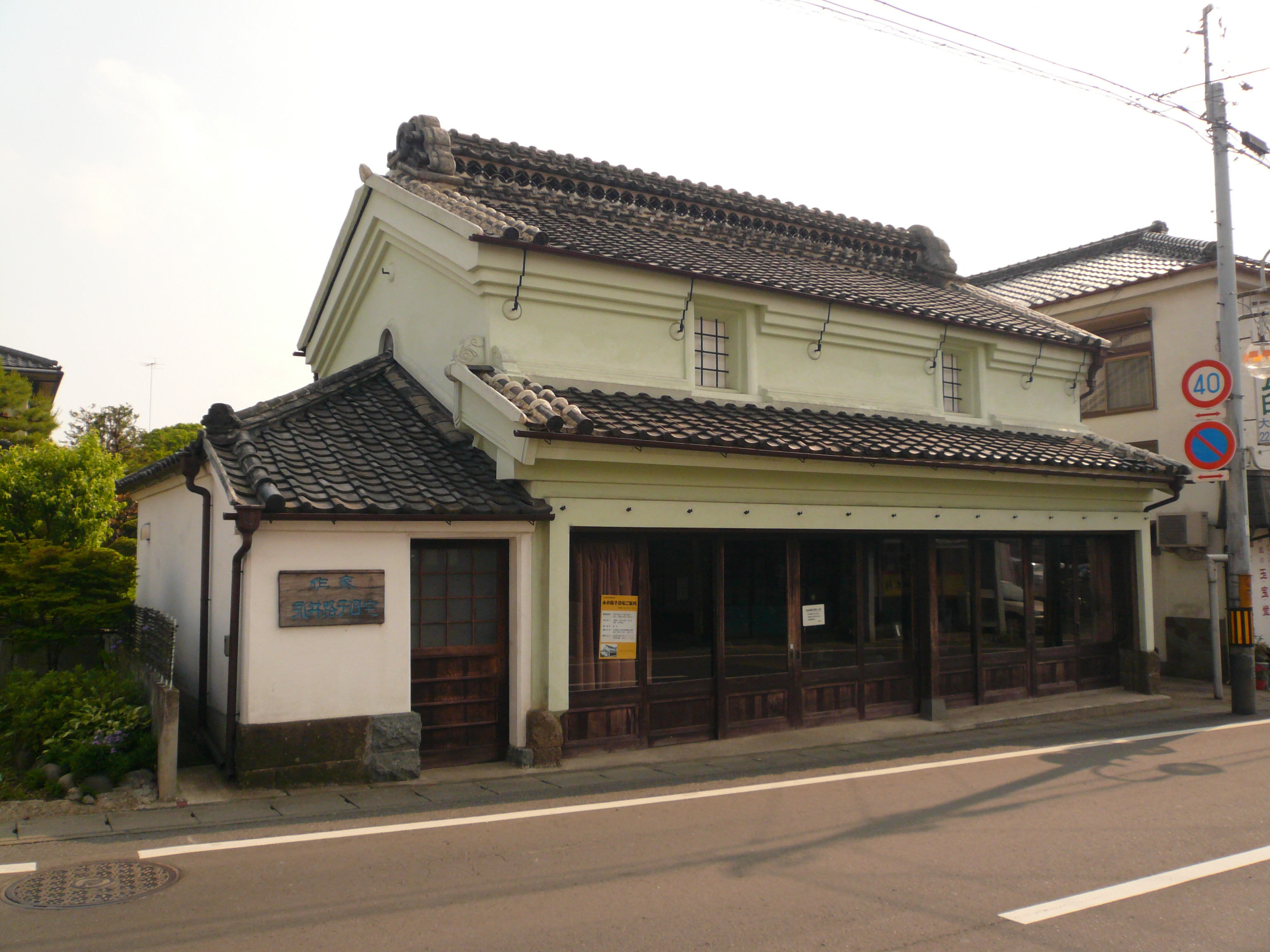
永井路子旧宅（別館）

古河文学館（こがぶんがくかん）は、茨城県古河市にある文学館。古河城の諏訪曲輪（出城）跡地に建てられており、古河歴史博物館に隣接している。

## 施設
平成10年（1998年）10月24日、茨城県で初めての文学館として開館。古河ゆかりの文学者に関する展示室を中心とし、サロンや講座室も設けられている。イタリア料理のレストラン「唐草」も併設されている。サロンではコンサートや朗読会が開催されるほか、1930年頃に英国のＥ．Ｍ．ジーンが作成した蓄音機「EMGマークXb」が置かれ、定期的にSPレコードの観賞会が開催される。講座室は句会、歌会、文学講座に利用されている。

## 展示内容
- 展示室1（古河ゆかりの文学者たち）：　古河ゆかりの文学者である小林久三、佐江衆一、和田芳恵、粒来哲蔵、粕谷栄市、山本十四尾、沖ななも、松本進、一色悦子、金田常代、金田卓也、逸見猶吉、和田芳惠、若杉鳥子等の作品や肉筆原稿等の関連資料を展示。また、古河で興った同人誌活動資料や、古河が舞台となった「万葉集」、「頼政伝説」、「古河公方と猪苗代兼載」、「南総里見八犬伝」、田中正造を扱った作品についても紹介されている。[3] [4]
- 展示室2（鷹見久太郎と絵雑誌「コドモノクニ」）：　鷹見久太郎は、古河藩家老だった蘭学者・鷹見泉石の曾孫で、明治8年（1875年）に古河町で生まれた。大正11年（1922年）、鷹見久太郎主宰の東京社で創刊された児童向けの絵雑誌『コドモノクニ』とその後継誌『コドモノテンチ』の関連資料を紹介。『コドモノクニ』は、編集顧問に倉橋惣三、編集主任に和田古江、童謡顧問に野口雨情、北原白秋、絵画主任に岡本帰一、武井武雄、作曲顧問に中山晋平を配するなど、当時の一流諸氏を迎えて作られた。傷みにくい厚手のマット紙を用いた紙面には、見開き画面全体に美しい絵と童謡が印刷され、さらに童謡には曲・振付等も付されていた。従来の児童向きの雑誌と一線を画した豪華で洒落た雑誌とされている。[3] [5]
- 展示室3（歴史小説家　永井路子）：　古河出身の歴史小説家・永井路子ゆかりの品々と代表作品を展示。「永井史観」ともよばれる独自の歴史解釈をもとに描かれた作品世界を紹介する。[3] [6]

## 別館・永井路子旧宅
平成15年（2003年）10月、別館として永井路子旧宅が開館。歴史小説家の永井路子が幼少時に過ごした旧居を一部復元し、元の場所にて保存している。古河文学館から北へ500mほど離れており、江戸町通りに面している。江戸時代の江戸町は古河城下・古河宿で最も賑わった町通りとされ、大きな商家が軒を連ねていた。永井家は江戸時代からの古い商家で、土蔵造り・2階建ての店蔵が残されており、自由に見学できる。19世紀初頭に初代・永井八郎治が葉茶屋「永井屋」を開業し、のちには陶漆器・砂糖も扱い、質屋も営んだという。 

## 入館料・開館時間等
- 開館時間 [9]
  - 9:00-17:00（入館は16:30まで）
- 休館日[9]
  - 国民の祝日の翌日
  - 年末年始
  - 館内整理日（第4金曜日・国民の祝日は除く）
- 入館料[9]
  - 大人200円（団体150円）、（古河歴史博物館、古河文学館、篆刻美術館との3館共通券600円）
  - 小中高生50円
  - 別館・永井路子旧宅は入場無料

## アクセス
- 鉄道
  - JR東北本線古河駅から徒歩12分（約1.0km）
  - 東武日光線新古河駅から徒歩22分（約1.8km）